# 平起式
平起是指律詩第一行第二字為平聲，起的意思是律詩的首句第二個字。如：李白《早發白帝城》「朝辭白帝彩雲間」（平平仄仄仄平平），此詩即為平起。

## 基本格律
以下分別列出五言詩和七言詩的基本格律，並未計算救拗等不依常格的情況。
注意一：下述標有「（韻）」的地方表示必須押韻，標有「（不）」的地方表示不可用韻。
注意二：下方全首爲律詩。若是絕句，則不理會後四句，只計算前四句即可。

### 五言詩
以五言詩而言，「平起式」有以下兩種基本格律：

#### 平起首句入韻式
平平仄仄平（韻），
仄仄仄平平（韻）。
仄仄平平仄（不），
平平仄仄平（韻）。
平平平仄仄（不），
仄仄仄平平（韻）。
仄仄平平仄（不），
平平仄仄平（韻）。

#### 平起首句不入韻式
平平平仄仄（不），
仄仄仄平平（韻）。
仄仄平平仄（不），
平平仄仄平（韻）。
平平平仄仄（不），
仄仄仄平平（韻）。
仄仄平平仄（不），
平平仄仄平（韻）。

### 七言詩
以七言詩而言，「平起式」有以下兩種基本格律：

#### 平起首句入韻式
平平仄仄仄平平（韻），
仄仄平平仄仄平（韻）。
仄仄平平平仄仄（不），
平平仄仄仄平平（韻）。
平平仄仄平平仄（不），
仄仄平平仄仄平（韻）。
仄仄平平平仄仄（不），
平平仄仄仄平平（韻）。

#### 平起首句不入韻式
平平仄仄平平仄（不），
仄仄平平仄仄平（韻）。
仄仄平平平仄仄（不），
平平仄仄仄平平（韻）。
平平仄仄平平仄（不），
仄仄平平仄仄平（韻）。
仄仄平平平仄仄（不），
平平仄仄仄平平（韻）。